# 1. Fußball- und Sportverein Mainz 05 2011-2012
Questa voce raccoglie le informazioni riguardanti il  1. Fußball- und Sportverein Mainz 05  nelle competizioni ufficiali della stagione 2011-2012.

## Stagione
Nella stagione 2011-2012 il Magonza, allenato da Thomas Tuchel, concluse il campionato di Bundesliga al 13º posto. In coppa di Germania il Magonza fu eliminato agli ottavi di finale dall'Holstein Kiel. In Europa League il Magonza fu eliminato al terzo turno di qualificazione dal Gaz Metan Mediaș.

## Rosa
| N. |                               | Ruolo | Calciatore            |
| -- | ----------------------------- | ----- | --------------------- |
| 21 | Germania (bandiera)           | P     | Loris Karius          |
| 33 | Germania (bandiera)           | P     | Heinz Müller          |
| 29 | Germania (bandiera)           | P     | Christian Wetklo      |
| 16 | Germania (bandiera)           | D     | Stefan Bell           |
| 26 | Germania (bandiera)           | D     | Niko Bungert          |
| 18 | Germania (bandiera)           | D     | Malik Fathi           |
| 5  | Germania (bandiera)           | D     | Eugen Gopko           |
| 15 | Germania (bandiera)           | D     | Jan Kirchhoff         |
| 4  | Macedonia del Nord (bandiera) | D     | Nikolče Noveski       |
| 3  | Rep. Ceca (bandiera)          | D     | Zdeněk Pospěch        |
| 34 | Germania (bandiera)           | D     | Fabian Schönheim      |
| 2  | Danimarca (bandiera)          | D     | Bo Svensson           |
| 8  | Slovacchia (bandiera)         | D     | Radoslav Zabavník     |
| 14 | Austria (bandiera)            | C     | Julian Baumgartlinger |
| 6  | Germania (bandiera)           | C     | Marco Caligiuri       |

| N. |                        | Ruolo | Calciatore               |
| -- | ---------------------- | ----- | ------------------------ |
| 25 | Austria (bandiera)     | C     | Andreas Ivanschitz       |
| 11 | Turchia (bandiera)     | C     | Yunus Malli              |
| 27 | Germania (bandiera)    | C     | Nicolai Müller           |
| 7  | Polonia (bandiera)     | C     | Eugen Polanski           |
| 23 | Germania (bandiera)    | C     | Marcel Risse             |
| 19 | Colombia (bandiera)    | C     | Elkin Soto               |
| 17 | Ungheria (bandiera)    | C     | Zoltán Stieber           |
| 9  | Tunisia (bandiera)     | A     | Sami Allagui             |
| 10 | Camerun (bandiera)     | A     | Eric Maxim Choupo-Moting |
| 22 | Svizzera (bandiera)    | A     | Mario Gavranović         |
| 28 | Ungheria (bandiera)    | A     | Ádám Szalai              |
| 13 | Nigeria (bandiera)     | A     | Anthony Ujah             |
| 30 | Azerbaigian (bandiera) | A     | Deniz Yılmaz             |
| 35 | Egitto (bandiera)      | A     | Mohamed Zidan            |

## Organigramma societario
Area tecnica
- Allenatore: Thomas Tuchel
- Allenatore in seconda: Arno Michels, Benjamin Weber
- Preparatore dei portieri: Stephan Kuhnert
- Preparatori atletici: Axel Busenkell, Rainer Schrey, Christopher Rohrbeck

## Risultati

### Bundesliga

#### Girone di andata
| Arbitro: | Weiner |

|                               |           |  |
| Allagui 32’ Toprak 86’ (aut.) | Marcatori |  |

| Arbitro: | Kinhöfer |

|           |           |                             |
| Cissé 90’ | Marcatori | 64’ Risse 79’ Choupo-Moting |

| Arbitro: | Perl |

|                        |           |                                               |
| Ivanschitz 7’ Soto 12’ | Marcatori | 57’ Huntelaar 64’ Höwedes 82’ Matip 90’ Fuchs |

| Arbitro: | Aytekin |

|                |           |            |
| Abdellaoue 30’ | Marcatori | 2’ Allagui |

| Arbitro: | Winkmann |

|  |           |                                                      |
|  | Marcatori | 16’ Firmino 45’ (rig.), 74’ Babel 85’ (aut.) Noveski |

| Arbitro: | Stark |

|                                              |           |                   |
| Svensson 24’ (aut.) Shechter 54’ Tiffert 73’ | Marcatori | 15’ Choupo-Moting |

| Arbitro: | Weiner |

|            |           |                          |
| Müller 32’ | Marcatori | 63’ Perišić 90’ Piszczek |

| Arbitro: | Gagelmann |

|                                |           |                                              |
| Feulner 5’ Mak 19’ Pekhart 82’ | Marcatori | 32’ Bungert 45’ Choupo-Moting 52’ Ivanschitz |

| Arbitro: | Fritz |

|  |           |                            |
|  | Marcatori | 88’ (rig.) Callsen-Bracker |

| Berlino 22 ottobre 2011, ore 15:30 CEST 10ª giornata | Hertha Berlino | 0 – 0 referto | Magonza | Olympiastadion (47 064 spett.)\| Arbitro: \| Stark \| |
| Arbitro:                                             | Stark          |               |         |                                                       |

| Arbitro: | Aytekin |

|             |           |                                |
| Bungert 23’ | Marcatori | 29’ Pizarro 47’ Hunt 78’ Prödl |

| Arbitro: | Winkmann |

|                                     |           |           |
| Ujah 52’, 63’ Ivanschitz 59’ (rig.) | Marcatori | 50’ Cacau |

| Arbitro: | Kircher |

|                                          |           |                 |
| Ivanschitz 10’ Caligiuri 65’ Bungert 74’ | Marcatori | 56’, 79’ Buyten |

| Arbitro: | Sippel |

|                                    |           |                                         |
| Mandžukić 10’ Kirchhoff 41’ (aut.) | Marcatori | 70’ (rig.) Ivanschitz 81’ Choupo-Moting |

| Magonza 10 dicembre 2011, ore 15:30 CET 16ª giornata | Magonza  | 0 – 0 referto | Amburgo | Coface Arena (34 000 spett.)\| Arbitro: \| Hartmann \| |
| Arbitro:                                             | Hartmann |               |         |                                                        |

| Arbitro: | Zwayer |

|              |           |             |
| Podolski 85’ | Marcatori | 70’ Allagui |

| Arbitro: | Gagelmann |

|             |           |  |
| Herrmann 5’ | Marcatori |  |

#### Girone di ritorno
| Arbitro: | Weiner |

|                                             |           |                            |
| Pospěch 10’ (aut.) Friedrich 35’ Bender 70’ | Marcatori | 51’ Polanski 53’ Caligiuri |

| Arbitro: | Schmidt |

|                                          |           |           |
| Choupo-Moting 2’, 17’ Polanski 5’ (rig.) | Marcatori | 67’ Krmaš |

| Arbitro: | Aytekin |

|           |           |           |
| Obasi 59’ | Marcatori | 15’ Zidan |

| Arbitro: | Zwayer |

|          |           |             |
| Zidan 7’ | Marcatori | 89’ Sobiech |

| Arbitro: | Stieler |

|                   |           |           |
| Noveski 9’ (aut.) | Marcatori | 29’ Zidan |

| Arbitro: | Kircher |

|                                                  |           |  |
| Zidan 2’ Szalai 17’ Müller 31’ Choupo-Moting 74’ | Marcatori |  |

| Arbitro: | Gagelmann |

|                               |           |           |
| Błaszczykowski 26’ Kagawa 77’ | Marcatori | 74’ Zidan |

| Arbitro: | Kinhöfer |

|                     |           |            |
| Müller 1’ Zidan 23’ | Marcatori | 64’ Didavi |

| Arbitro: | Weiner |

|                      |           |             |
| Koo 43’ Langkamp 51’ | Marcatori | 36’ Allagui |

| Arbitro: | Sippel |

|                   |           |                               |
| Choupo-Moting 58’ | Marcatori | 41’ Ben-Hatira 52’, 69’ Ramos |

| Arbitro: | Kircher |

|  |           |                                   |
|  | Marcatori | 18’ Szalai 48’, 74’ Choupo-Moting |

| Arbitro: | Gräfe |

|                                                   |           |                      |
| Hajnal 8’ Ibišević 49’, 85’ Kuzmanović 66’ (rig.) | Marcatori | 3’ (rig.) Ivanschitz |

| Arbitro: | Brych |

|                                                     |           |  |
| Polanski 19’ (rig.) Zidan 31’ Müller 37’ Szalai 54’ | Marcatori |  |

| Monaco di Baviera 14 aprile 2012, ore 18:30 CEST 31ª giornata | Bayern Monaco | 0 – 0 referto | Magonza | Allianz Arena (69 000 spett.)\| Arbitro: \| Schmidt \| |
| Arbitro:                                                      | Schmidt       |               |         |                                                        |

| Magonza 20 aprile 2012, ore 20:30 CEST 32ª giornata | Magonza  | 0 – 0 referto | Wolfsburg | Coface Arena (31 069 spett.)\| Arbitro: \| Hartmann \| |
| Arbitro:                                            | Hartmann |               |           |                                                        |

| Amburgo 28 aprile 2012, ore 15:30 CEST 33ª giornata | Amburgo | 0 – 0 referto | Magonza | Imtech Arena (56 537 spett.)\| Arbitro: \| Meyer \| |
| Arbitro:                                            | Meyer   |               |         |                                                     |

| Arbitro: | Stark |

|  |           |                              |
|  | Marcatori | 31’, 61’ Reus 69’ De Camargo |

### Coppa di Germania
| Arbitro: | Osmers |

|           |           |                            |
| Maul 116’ | Marcatori | 95’ Slišković 115’ Allagui |

| Arbitro: | Brych |

|  |           |                |
|  | Marcatori | 93’ Ivanschitz |

| Arbitro: | Perl |

|                           |           |  |
| Ujah 6’ (aut.) Müller 64’ | Marcatori |  |

### Europa League
| Arbitro: | McLean |

|             |           |           |
| Bungert 31’ | Marcatori | 60’ Bawab |

| Arbitro: | Bognár |

|                               |                      |                                       |
| Bawab 62’                     | Marcatori            | 31’ Risse                             |
| Lazăr Buzean Petre Liţu Bawab | Tiri di rigore 4 – 3 | Polanski Slišković Risse Allagui Soto |

## Statistiche

### Statistiche di squadra
| Competizione      | Punti | In casa | In casa | In casa | In casa | In casa | In casa | In trasferta | In trasferta | In trasferta | In trasferta | In trasferta | In trasferta | Totale | Totale | Totale | Totale | Totale | Totale | DR |
| Competizione      | Punti | G       | V       | N       | P       | Gf      | Gs      | G            | V            | N            | P            | Gf           | Gs           | G      | V      | N      | P      | Gf     | Gs     | DR |
| ----------------- | ----- | ------- | ------- | ------- | ------- | ------- | ------- | ------------ | ------------ | ------------ | ------------ | ------------ | ------------ | ------ | ------ | ------ | ------ | ------ | ------ | -- |
| Bundesliga        | 39    | 17      | 7       | 3       | 7       | 27      | 26      | 17           | 2            | 9            | 6            | 20           | 25           | 34     | 9      | 12     | 13     | 47     | 51     | -4 |
| Coppa di Germania | -     | 0       | 0       | 0       | 0       | 0       | 0       | 3            | 2            | 0            | 1            | 3            | 3            | 3      | 2      | 0      | 1      | 3      | 3      | 0  |
| Europa League     | -     | 1       | 0       | 1       | 0       | 1       | 1       | 1            | 0            | 1            | 0            | 1            | 1            | 2      | 0      | 2      | 0      | 2      | 2      | 0  |
| Totale            | -     | 18      | 7       | 4       | 7       | 28      | 27      | 21           | 4            | 10           | 7            | 24           | 29           | 39     | 11     | 14     | 14     | 52     | 56     | -4 |

### Andamento in campionato
| Giornata  | 1 | 2 | 3 | 4 | 5  | 6  | 7  | 8  | 9  | 10 | 11 | 12 | 13 | 14 | 15 | 16 | 17 | 18 | 19 | 20 | 21 | 22 | 23 | 24 | 25 | 26 | 27 | 28 | 29 | 30 | 31 | 32 | 33 | 34 |
| --------- | - | - | - | - | -- | -- | -- | -- | -- | -- | -- | -- | -- | -- | -- | -- | -- | -- | -- | -- | -- | -- | -- | -- | -- | -- | -- | -- | -- | -- | -- | -- | -- | -- |
| Luogo     | C | T | C | T | C  | T  | C  | T  | C  | T  | C  | C  | C  | T  | C  | T  | T  | T  | C  | T  | C  | T  | C  | T  | C  | T  | C  | T  | T  | C  | T  | C  | T  | C  |
| Risultato | V | V | P | N | P  | P  | P  | N  | P  | N  | P  | V  | V  | N  | N  | N  | P  | P  | V  | N  | N  | N  | V  | P  | V  | P  | P  | V  | P  | V  | N  | N  | N  | P  |
| Posizione | 4 | 1 | 8 | 7 | 12 | 13 | 14 | 14 | 15 | 15 | 15 | 14 | 13 | 12 | 12 | 12 | 14 | 15 | 12 | 13 | 13 | 13 | 11 | 12 | 11 | 11 | 12 | 11 | 11 | 11 | 12 | 12 | 13 | 13 |

Legenda:

Luogo: C = Casa; T = Trasferta. Risultato: V = Vittoria; N = Pareggio; P = Sconfitta.

### Statistiche dei giocatori
| Giocatore         | Bundesliga | Bundesliga | Bundesliga  | Bundesliga | Coppa di Germania | Coppa di Germania | Coppa di Germania | Coppa di Germania | Europa League | Europa League | Europa League | Europa League | Totale   | Totale | Totale      | Totale     |
| Giocatore         | Presenze   | Reti       | Ammonizioni | Espulsioni | Presenze          | Reti              | Ammonizioni       | Espulsioni        | Presenze      | Reti          | Ammonizioni   | Espulsioni    | Presenze | Reti   | Ammonizioni | Espulsioni |
| ----------------- | ---------- | ---------- | ----------- | ---------- | ----------------- | ----------------- | ----------------- | ----------------- | ------------- | ------------- | ------------- | ------------- | -------- | ------ | ----------- | ---------- |
| L. Karius         | -          | -          | -           | -          | -                 | -                 | -                 | -                 | -             | -             | -             | -             | -        | -      | -           | -          |
| H. Müller         | 12         | 0          | 0           | 0          | 1                 | 0                 | 0                 | 0                 | 1             | 0             | 0             | 0             | 14       | 0      | 0           | 0          |
| C. Wetklo         | 22         | 0          | 3           | 0          | 2                 | 0                 | 0                 | 0                 | 1             | 0             | 0             | 0             | 25       | 0      | 3           | 0          |
| S. Bell           | -          | -          | -           | -          | -                 | -                 | -                 | -                 | -             | -             | -             | -             | -        | -      | -           | -          |
| N. Bungert        | 29         | 3          | 5           | 0          | 3                 | 0                 | 0                 | 0                 | 2             | 1             | 0             | 0             | 34       | 4      | 5           | 0          |
| M. Fathi          | 17         | 0          | 0           | 0          | 3                 | 0                 | 0                 | 0                 | -             | -             | -             | -             | 20       | 0      | 0           | 0          |
| E. Gopko          | -          | -          | -           | -          | -                 | -                 | -                 | -                 | -             | -             | -             | -             | -        | -      | -           | -          |
| J. Kirchhoff      | 29         | 0          | 6           | 0          | 3                 | 0                 | 0                 | 0                 | -             | -             | -             | -             | 32       | 0      | 6           | 0          |
| N. Noveski        | 26         | 0          | 2           | 0          | 2                 | 0                 | 0                 | 0                 | 2             | 0             | 0             | 0             | 30       | 0      | 2           | 0          |
| Z. Pospěch        | 25         | 0          | 4           | 0          | 2                 | 0                 | 0                 | 0                 | 2             | 0             | 1             | 0             | 29       | 0      | 5           | 0          |
| F. Schönheim      | 1          | 0          | 0           | 0          | 1                 | 0                 | 0                 | 0                 | -             | -             | -             | -             | 2        | 0      | 0           | 0          |
| B. Svensson       | 8          | 0          | 3           | 0          | 1                 | 0                 | 0                 | 0                 | 2             | 0             | 1             | 0             | 11       | 0      | 4           | 0          |
| R. Zabavník       | 14         | 0          | 3           | 0          | 1                 | 0                 | 0                 | 1                 | -             | -             | -             | -             | 15       | 0      | 3           | 1          |
| J. Baumgartlinger | 26         | 0          | 2           | 0          | 3                 | 0                 | 0                 | 0                 | 1             | 0             | 1             | 0             | 30       | 0      | 3           | 0          |
| M. Caligiuri      | 30         | 2          | 1           | 0          | 1                 | 0                 | 0                 | 0                 | 1             | 0             | 0             | 0             | 32       | 2      | 1           | 0          |
| A. Ivanschitz     | 26         | 6          | 2           | 0          | 1                 | 1                 | 1                 | 0                 | 2             | 0             | 0             | 0             | 29       | 7      | 3           | 0          |
| Y. Malli          | 13         | 0          | 0           | 0          | 1                 | 0                 | 0                 | 0                 | -             | -             | -             | -             | 14       | 0      | 0           | 0          |
| N. Müller         | 23         | 4          | 2           | 0          | 2                 | 0                 | 0                 | 0                 | 1             | 0             | 0             | 0             | 26       | 4      | 2           | 0          |
| E. Polanski       | 26         | 3          | 2           | 1          | -                 | -                 | -                 | -                 | 2             | 0             | 1             | 0             | 28       | 3      | 3           | 1          |
| M. Risse          | 10         | 1          | 1           | 0          | 2                 | 0                 | 0                 | 0                 | 2             | 1             | 0             | 0             | 14       | 2      | 1           | 0          |
| E. Soto           | 31         | 1          | 2           | 0          | 3                 | 0                 | 1                 | 0                 | 2             | 0             | 0             | 0             | 36       | 1      | 3           | 0          |
| Z. Stieber        | 7          | 0          | 0           | 0          | 1                 | 0                 | 0                 | 0                 | 1             | 0             | 0             | 0             | 9        | 0      | 0           | 0          |
| S. Allagui        | 19         | 4          | 4           | 0          | 2                 | 1                 | 0                 | 0                 | 2             | 0             | 0             | 0             | 23       | 5      | 4           | 0          |
| E. Choupo-Moting  | 34         | 10         | 3           | 0          | 3                 | 0                 | 0                 | 0                 | 1             | 0             | 0             | 0             | 38       | 10     | 3           | 0          |
| M. Gavranović     | 5          | 0          | 1           | 0          | 1                 | 0                 | 0                 | 0                 | -             | -             | -             | -             | 6        | 0      | 1           | 0          |
| Á. Szalai         | 15         | 3          | 2           | 1          | -                 | -                 | -                 | -                 | -             | -             | -             | -             | 15       | 3      | 2           | 1          |
| A. Ujah           | 12         | 2          | 1           | 0          | 2                 | 0                 | 0                 | 0                 | 2             | 0             | 0             | 0             | 16       | 2      | 1           | 0          |
| D. Yılmaz         | 2          | 0          | 0           | 0          | -                 | -                 | -                 | -                 | -             | -             | -             | -             | 2        | 0      | 0           | 0          |
| M. Zidan          | 12         | 7          | 0           | 0          | -                 | -                 | -                 | -                 | -             | -             | -             | -             | 12       | 7      | 0           | 0          |
| P. Slišković      | 1          | 0          | 0           | 0          | 1                 | 1                 | 0                 | 0                 | 1             | 0             | 0             | 0             | 3        | 1      | 0           | 0          |